# Länstrafiken Örebro

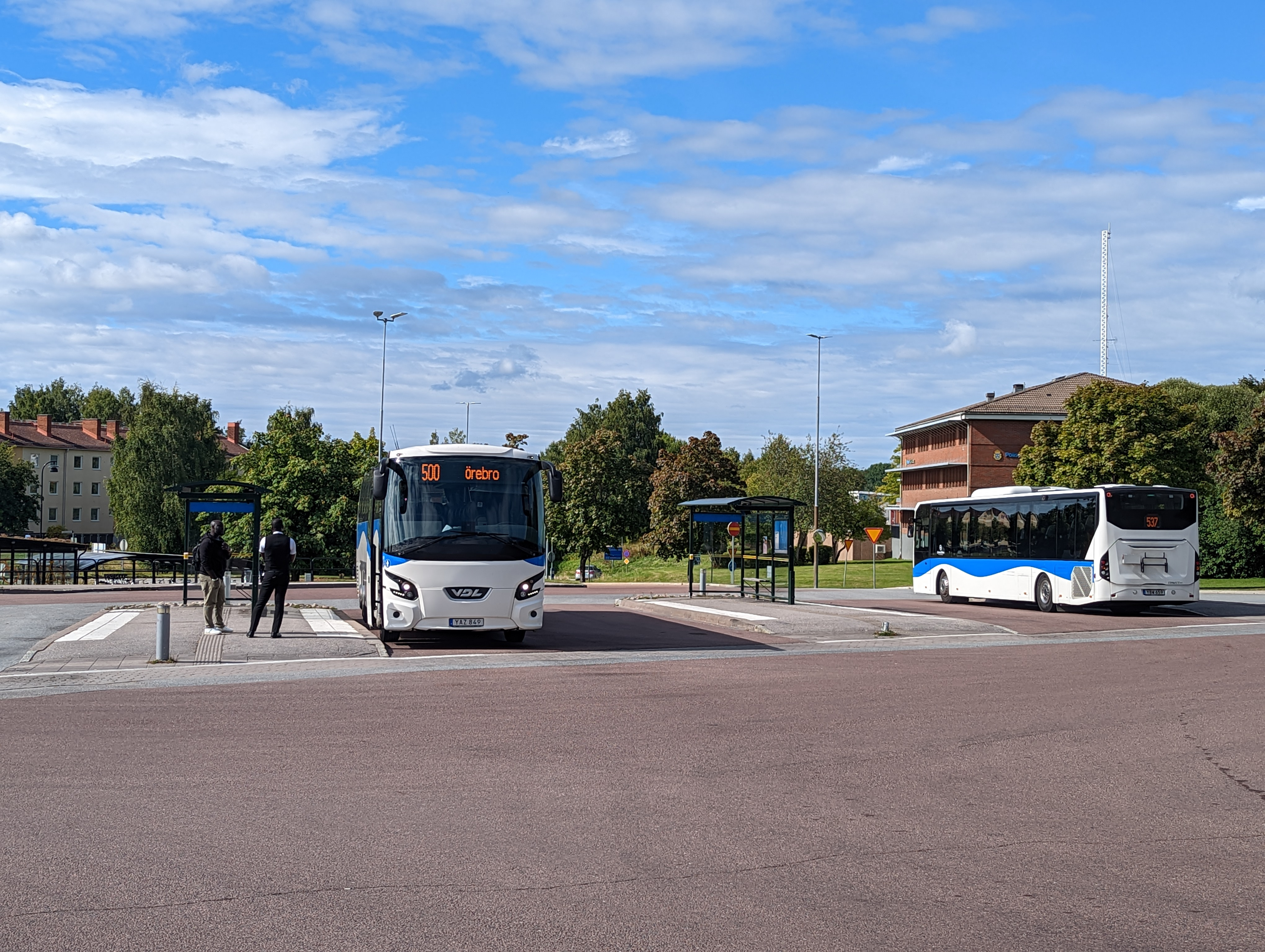
Två bussar från Länstrafiken Örebro vid Karlskoga busstation.

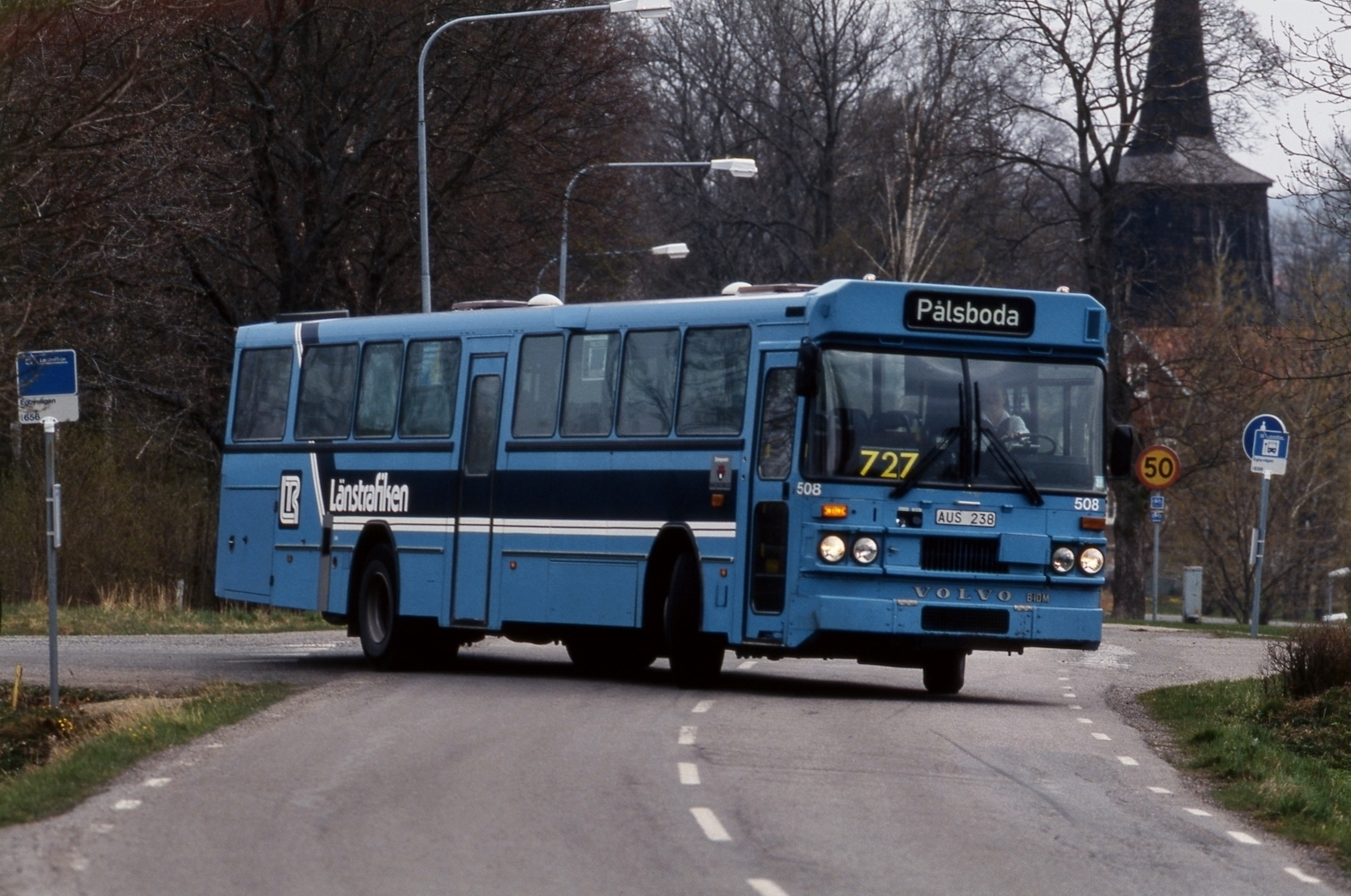
Busslinje 727 någon gång i början av 1990-talet.

Länstrafiken Örebro, kallas endast Länstrafiken lokalt, eller tidigare Länsbussarna i Örebro, är trafikhuvudman för regional kollektivtrafik i Örebro län. Länstrafiken Örebro är en förvaltning inom Region Örebro län.

## Bakgrund
Inom Region Örebro län är det nämnden för samhällsbyggnad som har rollen som regional kollektivtrafikmyndighet. För planering och utveckling av trafiken ansvarar området Trafik & samhällsplanering inom förvaltningen Regional utveckling. Innan juni 2015 sköttes planering och utveckling av ett bolag, Länstrafiken Örebro AB, till 100% ägt av regionen. Före 2012 ägde länets kommuner 50 procent och dåvarande Örebro läns landsting 50 procent. 
Från och med 1 januari 2018 gick Region Örebro län och Region Västmanland ihop och bildade ett gemensamt bolag vid namn Svealandstrafiken AB som skall driva kollektivtrafiken i båda länen. Bolaget ägs till 50% av båda regionerna. Båda regionerna kommer fortfarande att använda sina egna varumärken ut till kunderna.
I samband med att ungefär hälften av hela bussflottan byttes ut hösten 2019 och Svealandstrafiken började köra delar av kollektivtrafiken i länet då flera trafikavtal löpte ut, ändrade Länstrafiken logotyp och grafisk design för att tydliggöra kopplingen till bussbolaget Svealandstrafiken och modervarumärket Region Örebro län.

## Busstrafik
Region Örebro län ansvarar under varumärket Länstrafiken för stadstrafiken i Örebro, Karlskoga, Lindesberg, Kumla och Hallsberg. Dessutom körs regionbussar som förbinder städerna i ett område från Askersund i söder till Hällefors, Kopparberg och Grängesberg i norr, samt från Odensbacken i öster till Degerfors och Karlskoga i väst. År 2014 gjordes cirka 12 miljoner bussresor i länet. Med start hösten 2018 börjar man med närtrafik i en testperiod på två år. Närtrafiken finns tillgänglig i Nora och Askersund kommun och tanken är att denna bokningsbara trafik ska förse områden utan tillgång till den allmänna kollektivtrafiken. 

## Tågtrafik
Region Örebro län är tillsammans med tre andra län delägare i Tåg i Bergslagen som trafikerar de fyra länen. Avtal om viss biljettgiltighet finns även för resor med Västtågen, Kinnekulletåget och SJ Regionaltåg.
Region Örebro län är även delägare i Mälardalstrafik som trafikerar sträckan Örebro-Eskilstuna-Stockholm med Mälartåg.

## Biljettsystem
Länstrafiken bytte under hösten 2014 sitt biljettsystem och installerade då nya kortläsare i alla stads- och regionbussar i länet samt kortläsarna på tågperrongerna. Det nya systemet innefattar kort med ett chip installerat på och därmed riskerar man inte längre avmagnetisering. Man kan även ladda sitt resekort online med reskassa eller periodbiljetter på Länstrafikens webbshop.

### Enkelbiljetter
Enkelbiljetter för vuxen eller ungdom, upptill 19 år, kan köpas ombord på bussen med ditt resekort eller bankkort, eller hos ett försäljningsombud. Du kan även köpa din enkelbiljett i appen. 
På Stadsbussarna i Örebro gäller en enkelbiljett i en timme och gäller i hela Örebro tätort. På regionbussarna köps en enkelbiljett mellan 2 områden och kan enbart användas en gång.

### Resekort
Resekortet är ett kontaktlöst kort som gör det billigare att betala med ombord på bussen, istället för bankkort. Detta för att förkorta tiden vid ombordstigning eftersom biljettköp med bankkort tar längre tid.

### Periodbiljetter
Du kan ladda en 30-dagars periodbiljett inom Örebro tätort eller inom 1-2 områden, om man t.ex pendlar dagligen. Det finns flera typer av periodbiljetter utöver 30-dagarsbiljetten. Man kan välja en periodbiljett som gäller under 24 eller 72 timmar, eller lågpris för dig som reser under lågtrafik. Även årsbiljett via autogiro eller företagskort finns att köpa. Du kan köpa dessa biljetter i appen, ombord på bussen, på ett försäljningsombud, på Länstrafikens kundcenter eller via webbshoppen online.

## Serviceresor
Hanteringen av serviceresor sköts av Länstrafiken, och servicetrafiken såsom färdtjänst och sjukresor körs av upphandlade entreprenörer. Det går att boka serviceresor genom en app eller genom att ringa till Beställningsscentralen.